# Hans Schwieger
Hans Schwieger, teilweise auch Hans Schweiger, (* 15. Juni 1906 in Köln; † 2. Februar 2000 in Naples, Collier County, Florida, Vereinigte Staaten) war ein deutsch-amerikanischer Dirigent.

## Leben
Schwieger war der älteste von fünf Brüdern und wuchs in Köln-Lindenthal auf. Seine Mutter starb bei der Geburt ihres zweiten Sohnes und sein Vater heiratete, als Hans 11 Jahre war, deren jüngere Schwester, die Tante von Hans. Schwieger studierte Philosophie an der Universität Köln. In dieser Zeit verliebte er sich auch in Elsbeth Bloemendal. Sie ermutigte ihn Musik zu studieren. Für die Promotion wechselte er an die Universität Bonn. Schwieger galt als großes Talent und studierte bei Walter Braunfels und Hermann Abendroth. Mit 21 Jahren wurde er für drei Jahre Assistent von Erich Kleiber an der Berliner Staatsoper, danach Kapellmeister am Stadttheater Augsburg und 1932 zuerst koordinierter 1. Theaterkapellmeister und dann Städtischer Kapellmeister in Mainz.
1934 verlor er seine Anstellung in Mainz, weil er seit Oktober 1932 mit der Jüdin Elsbeth Bloemendal Schwieger verheiratet war, die zum Katholizismus konvertierte. Im Juni 1934 heiratete er sie kirchlich in St. Stephan, Mainz. 1935 erhielt er eine Stellung in Krefeld. Er wurde aber ausgepfiffen. Im gleichen Jahr erschien er auf einer Liste des Amtes für Kunstpflege als Musikbolschewist. Im Juli 1935 reichte Elsbeth die Scheidung ein, weil sie der Karriere ihres Mannes nicht mehr im Wege stehen wollte und den Druck nicht mehr aushielt. Sein Vater wollte Hans Schwieger ebenso von der Scheidung überzeugen und bot ihm für die Zeit danach finanzielle Unterstützung an. Daraufhin sprach Schwieger längere Zeit nicht mehr mit dem Vater. 1936 willigte er in die Scheidung ein, unter der Bedingung, dass ihm die Schuld zugesprochen werde. Eine außereheliche Affäre Schwiegers war der offizielle Scheidungsgrund. Damit hatte er auch die Erlaubnis, offiziell weiter finanziell für Elsbeth zu sorgen. Ab da lebten sie getrennt und trafen sich nur noch unter größter Geheimhaltung. Die Nazis hielten die Trennung des Paars für echt und drei Tage später bekam er ein Angebot aus Danzig, als Generalmusikdirektor zu arbeiten. Die Stelle erhielt er, da die Pianistin Maria Koerfer die Frau von Arthur Greiser war und ihn aus seiner Mainzer Zeit kannte.
Schwieger wurde die Nachfolge von Leo Blech an der Staatsoper Berlin angeboten, aber er nahm ein Angebot aus Tokio an. Dort baute er nach sechs Monaten Kontakt zu dem US-amerikanischen Konsul Cooper auf und erhielt zwei Tage später die nötigen Papiere, um in die USA auszuwandern. Anfang März 1938 kam er auf einem Frachter in San Pedro in Kalifornien an. Die amerikanischen Behörden wollten wegen der Angst vor Prostitution keine alleinstehenden Frauen einreisen lassen. Nach langen Verhandlungen mit den amerikanischen Behörden machten sie eine Ausnahme, und er durfte seine ehemalige Frau aus Amsterdam nachholen. Sofort nach ihrer Ankunft im August 1938 heiratete er sie in der City Hall von New York erneut. Anfangs lebte er von seinen Ersparnissen aus Tokio und später arbeitete er als Musiklehrer. 1941 übernahm er das Southern Symphony Orchestra. Am 8. Dezember 1941, einen Tag nach dem Angriff auf Pearl Harbour, wurde Schwieger als feindlicher Ausländer festgenommen und sein Haus durchsucht. Später behauptete die Staatsanwaltschaft, Briefe von Rudolf Heß und Joseph Goebbels seien bei ihm gefunden worden. Schwieger stand unter Spionageverdacht. 401 Tage verbrachte er in einem Gefängnis in Stringtown, Oklahoma, mit vielen Nazi-Fanatikern. Nach über einem Jahr wurde er, nachdem ein Katholischer Pfarrer in Washington vorgesprochen hatte, freigelassen. Als sie nach New York zogen, fand Elsbeth dort Arbeit. Nachdem Olga Samara sich für ihn eingesetzt hatte besserte sich die Lage. Am 5. Juli 1944 wurde Schwieger als US-Bürger vereidigt, und am selben Tag abends starb seine Frau Elsbeth Bloemendal Schwieger an einem Gehirntumor. 1947 heiratete er Mary Fitzpatrick Shields. In den 1950er Jahren stieg er in den USA zu einem der bedeutendsten Orchesterleiter auf. Von 1944 bis 1948 leitete er das Fort Wayne Philharmonic in Indiana. Danach leitete er bis 1971 die Kansas City Philharmonic. Seinen Nachlass vermachte er der Appalachian State University.